# Сапунджиева къща (Йоан Сапунджиев)
Вижте пояснителната страница за други значения на Сапунджиева къща.
Сапунджиевата къща (на гръцки: Οικία Σαπουντζή) е къща в град Лерин, Гърция, обявена за паметник на културата.

## Местоположение
Къщата е разположена във Вароша, на левия бряг на река Сакулева, на булевард „Елевтерия“ („Августинос Кандиотис“) № 52 и „Николаос Пирзас“, до Пирзевата къща.

## История
Къщата датира от последните години на османското управление и според Танасис Воядзис е построена през 1901 година за търговеца гъркоманин Йоан Сапунджиев (1878 - 1958) от Горничево, деец на гръцката пропаганда в Македония III клас, кмет на Лерин в периода 1923 - 1924 година.

## Архитектура
Къщата е кубообразната двуетажна сграда с керемиден покрив е организирана на линията на застрояване, като дворът е в задната част на парцела. Това е симетрична сграда с проста неокласическа морфология на фасадите, влияние на ранния класицизъм в Атина. Псевдоколони разделят повърхността на фасадата на три секции и организират отворите в пространствата между тях, докато хоризонталните декоративни рамки разделят нивата. Линейни рамки украсяват прозорците, докато главният вход е оформен с полукръгъла капандура. Това е един от първите примери, при които неокласическата морфология се изразява с мазилката, а не на използване на дърво.
Интериорното оборудване от междувоенния период е запазено и поради тази причина Тео Ангелопулос го избира за заснемане на сцени от филма си „Пчеларят“. Сградата, както се вижда от вградена плоча, е била застрахована от застрахователната компания „Нордърн“, която е основана през 1836 година в Абърдийн, Шотландия.